# Due West
Due West é uma cidade  localizada no estado norte-americano de Carolina do Sul, no Condado de Abbeville.

## Demografia
Segundo o censo norte-americano de 2000, a sua população era de 1209 habitantes.
Em 2006, foi estimada uma população de 1276, um aumento de 67 (5.5%).

## Geografia
De acordo com o United States Census Bureau tem uma área de
4,2 km², dos quais 4,2 km² cobertos por terra e 0,0 km² cobertos por água. Due West localiza-se a aproximadamente 202 m acima do nível do mar.

## Localidades na vizinhança
O diagrama seguinte representa as localidades num raio de 16 km ao redor de Due West.